# Хајдар Души
Хајдар Души (алб. Hajdar Dushi; Приштина, 18. фебруар 1916 — Калија е Додес, 22. септембар 1944), учесник Народноослободилачке борбе у Југославији и Народноослободилачке борбе у Албанији, народни херој Албаније и народни херој Југославије.

## Биографија
Рођен је 18. фебруара 1916. године у Приштини. После Првог светског рата његова породица вратила се у Ђаковицу. Ту је завршио основну школу и први разред гимназије. После је школовање наставио у Приштини, где је убрзо прекинуо и наставио у Великој медреси „Краљ Александар I“ у Скопљу, али је и њу напустио, јер није хтео да прихвати свештенички позив и јер је желио да се школује на материњем језику. Ту жељу није могао да оствари на Косову, те је био принуђен да побегне преко границе, у Краљевину Албанију.
После неколико месеци наставио је школовање у скадарској гимназији, где је и дипломирао. За време школовања у Скадру имао је прилике да се упозна са неколико револуционара и комуниста. За време школовања као и касније, радио је на учењу страних језика, а посебно француског, италијанског и немачког језика. Поред њих он је био врстан познавалац српскохрватског и турског језика.
Хајдар Души се убрзо разочарао у режим који је наметнуо Ахмет Зогу, због чега је радио, заједно са свим напредним људима и комунистима Албаније, да се он збаци са власти. По формирању „комунистичке групе Скадра“ постао је њен члан. Од тада је започео његов организован рад на ширењу комунистичких идеја, посебно међу радницима Скадра.
По завршетку гимназије запослио се у Драчу као службеник поште, а затим банке. У Драчу је ступио у везу са тамошњим комунистима и пренео искуства рада комунистичке групе из Скадра. Тада је реорганизован Окружни комитет комунистичке групе у Драчу. Успостављене су сталне везе са групом комуниста у Елбасану, Тирани, Скадру и Каваји. У овом раду наишао је на велике тешкоће због троцкистичког става неких комуниста и због тога је радио на њиховом уклањању са руководећих места. Да би успешно обавио своју револуционарну активност, он је непрекидно читао и прорађивао са друговима дела класика марксизма, од којих је нека први пут превео на албански језик. Овај рад наставио је и за време Народноослободилачког рата. Сам је писао неколико чланака, међу којима посебно треба истаћи „Шта је народноослободилачки рат“, „Класна борба“, „Револуција“, „Народно демократски фронт“ и много других радова који су нестали 1944. године.
Приликом формирања Комунистичке партије Албаније (КПА) и Хајдар Души дао је свој допринос. Посебно се залагао да се искорени дух групаштва и фракционаштва познатих троцкиста А. Лула и С. Премти. Због његовог рада на консолидовању КПА позван је да учествује на саветовању Централног комитета КПА почетком 1942. године.
Као искусни комуниста, бацио се у борбу против италијанског окупатора. Због његових организационих способности, по директиви ЦК КПА, био је позван да иде у Тирану. Ту је радио почетком 1942. године. У лето 1942. године, по партијском задатку, из Тиране је прешао у Берат, заједно са Алчи Конди. Ту се убрзо сазнало за њихово деловање, па им је полиција ушла у траг и ухапсила их. Из Берата пребачени су у затвор у Тирану, где су остали девет месеци. Хајдар је једним подземним каналом, са групом комуниста, успео да побегне. Прикључио се партизанској чети „Черменике“. Касније је прешао у чету „Реч Риол“, која је деловала у околини Скадра. Потом је био изабран за заменика комесара батаљона „Пријат Реџепи“.
Када је овај одред дошао у Малесију (Ђаковичку) по споразуму Окружног комитета КПЈ за Косово и Метохију и ЦК КП Албаније, Души се залагао за формирање заједничког партизанског одреда „Цури—Реџепи“ од косовског батаљона „Бајрам Цури“ и албанског „Пријат Реџепи“. Од тада се Хајдар Души укључио у Покрајинско руководство НОП-а за Косово и Метохију. Тада је добио задатак да ради на примени Оснивачке конференције НО одбора за Косово и Метохију. Раду конференције дао је велик допринос и изабран је за секретара НО одбора. На овом положају остао је све до смрти. После конференције радио је на практичној примени ових одлука. Посебно се истакао у организовању морално-политичког рада, не само меду војницима, него и у народу. Због тога је изабран за шефа Агитпропа при Главном штабу НОВ и ПОЈ за Косово и Метохију. Ове задатке вршио је све до 22. септембра 1944. године, када је у борби против квислинга погинуо код места Калија е Додес.
Указом председника СФР Југославије Јосипа Броза Тита 26. децембра 1973. проглашен је за народног хероја.

## Галерија
- Орден народног хероја